# 미티아나구
미티아나구(Mityana)는 우간다 남서부에 위치한 구로, 행정 중심지는 미티아나이며 인구는 265,994명(2002년 인구 조사 기준)이다.
행정 구역상으로는 중부 주에 속하며 2개 군(부수주 군, 미티아나 군)을 관할한다. 남서쪽으로는 무벤데 구, 북쪽으로는 키보가 구, 북동쪽으로는 나카세케 구, 동쪽으로는 와키소 구, 남쪽으로는 음피기 구와 접한다.

## 같이 보기
- 우간다의 행정 구역